# Хронологія Ленінопаду (2019)
У цій статті в хронологічному порядку наведено перелік подій, які відбувалися в рамках Ленінопаду. Перший головний розділ вміщує демонтажі, знесення та повалення пам'ятників Володимирові Леніну. Окремими розділами наведені події демонтажів та повалень пам'ятників іншим комуністичним діячам, а також ліквідації радянських символів під час Ленінопаду. Окрім того, окремо наведено перелік подій, під час яких демонтажам, знесенням чи пошкодженням яких, чинили опір. Перелік подій, дата яких невідома, також поданий окремим розділом.
У випадку демонтажу пам'ятки це може не бути вказано. Якщо пам'ятник повалено або демонтовано з примітками — це вказується додатково.

## Знесення і демонтаж пам'ятників Леніну

### Січень
- 14 січня, м. Миколаїв. Демонтовано пам'ятник на території санаторію Комунар[1].
- 14 січня, м. Миколаїв. Знесено останній у місті пам'ятник Володимиру Леніну, який був на вулиці Спортивній. Його довгий час не демонтували, позаяк він перебував на приватній території[2].

### Лютий
- 1 лютого, с. Тарасівка, Скадовський район, Херсонська область[3][4].
- 4 лютого, с. Березівка, Талалаївський район, Чернігівська область[5].
- 5 лютого, с. Весела Слобідка, Макарівський район, Київська область[6].
- 10 лютого, с. Великоолександрівка, Казанківський район, Миколаївська область[7].
- 21 лютого, с. Нове Поріччя, Городоцький район (Хмельницька область), Хмельницька область[8].
- 28 лютого, м. Олешки, Олешківський район, Херсонська область. Демонтовано пам'ятник Леніну на території дитячої туберкульозної лікарні[9].
- м. Очаків, Миколаївська область. Демонтовано рештки фігури, а саме тіло Леніна без голови та Горького[10].

### Березень
- 13 березня, м. Кропивницький. Демонтовано пам'ятник на території заводу Ельворті[11].

### Квітень
- 23 квітня, с. Липці, Харківський район, Харківська область. Демонтовано пам'ятник молодому Володимиру Ульянову на подвір'ї школи[12].
- с. Маків, Дунаєвецький район, Хмельницька область. Демонтовано пам'ятник Леніну на території цукрового заводу.
- с. Городнє, Болградський район, Одеська область. Демонтовано пам'ятник Леніну[13].
- с. Виноградне, Болградський район, Одеська область. Демонтовано пам'ятник Леніну[13].

### Травень
- 19 травня, с. Удовиченки, Зіньківський район, Полтавська область. Погруддя Леніну перед демонтажем закрито металом, після цього буде встановлене погруддя Тарасу Шевченку[14].
- м. Святогірськ, Донецька область. Демонтовано погруддя Леніну на території ДОЦ[15].

### Липень
- 31 липня, м. Харків. Під час реконструкції у саду Шевченка було демонтовано фігуру Леніна-школяра[16].

### Серпень
- 19 серпня, смт Шарівка, Богодухівський район, Харківська область. Демонтовано пам'ятник Леніну-школяру на подвір'ї місцевої школи[17].
- 30 серпня, с. Данилова Балка, Благовіщенський район, Кіровоградська область. Демонтовано пам'ятник Леніну[18].

### Вересень
- м. Донецьк. У тимчасово окупованому українському обласному центрі статую Леніна, в якої відпало обличчя, перетворили на мумію.

### Жовтень
- 24 жовтня, м. Дніпро. Демонтовано погруддя Леніну на вулиці Шинній[19].

### Грудень
- 18 грудня, с. Андріївка, Білгород-Дністровський район, Одеська область. Демонтовано погруддя Леніну[20].

## Повалення та пошкодження комуністичних пам'ятників чи пам'ятників Леніну поза межами України
- 31 березня, м. Гродно, Білорусь. Демонтовано й передано до музею бюст Чапаєву[21].
- 23 травня, м. Сморгонь, Сморгонський район, Білорусь. Демонтовано пам'ятник Леніну для "косметичного ремонту"[22].

## Заміна пам'ятників
- 17 червня, м. Київ. Замінено табличку на пам'ятнику арсенальцям. Тепер пам'ятник присвячений захисникам Української державності[23].

## Ліквідація пам'ятників іншим комуністичним діячам та інших радянських  і російсько-імперських символів
Під час Ленінопаду повалили, демонтували чи пошкодили низку пам'ятників іншим комуністичним діячам, а також інші радянські і російсько-імперські символи.

### Січень
- 9 січня, м. Харків. Демонтовано дошку Островському[24].
- 15 січня, м. Харків. Демонтовано дошку Кривомазову[25].
- 21 січня, м. Миколаїв. Розбито дошку комсомолу на розі вулиці Прикордонної та Московської, дошку підпільному комуністичному комітетові[26].
- 25 січня, м. Київ. На подвір’ї Київського військового ліцею імені Івана Богуна демонтовано пам’ятник Суворову[27].
- с. Капустянка, Савранський район Одеська область. Демонтовано бюст Котовському[28].
- м. Львів. Демонтовано дошку про комуністичний з'їзд[29].
- м. Одеса. Демонтовано дошку на честь т.з. возз'єднання з Росією[30].

### Лютий
- 2 лютого, м. Яготин, Яготинський район, Київська область. Демонтовано дошку на честь 50-річчя жовтневої революції[31][32].
- 5 лютого, м. Львів. Демонтовано п'ять горельєфів на честь радянських солдат зі стели Монумента Слави й передано до музею «Територія Терору»[33][34][35].
- 5 лютого, м. Подільськ, Одеська область. На фасаді залізничного вокзалу було замінено назву "Котовськ" на "Подільськ"[36].
- 6 лютого, м. Козятин, Вінницька область. Демонтовано дві дошки на честь червоногвардійців міста Козятина[37].
- 6 лютого, м. Краматорськ, Донецька область. Демонтовано радянські ордени на стелах при в'їзді до міста[38].
- 7 лютого, м. Очаків, Миколаївська область. Демонтовано чотири комуністичних пам'ятники: Горькому, борцям за владу Рад, Сладкову та Чижикову[39].
- м. Овруч, Овруцький район, Житомирська область. Демонтовано два пам'ятники Яну Налепці та два пам'ятники Олександру Сабурову[40].
- м. Харків. Закрито металом два серпи і молоти на меморіальних дошках вокзалу Харків-пасажирський[41].
- м. Київ. Демонтовано серп і молот на території Військового інституту телекомунікацій та інформатизації імені Героїв Крут[42].
- м. Сєвєродонецьк, Луганська область. Демонтовано напис УССР[43].

### Березень
- 3 березня, м. Львів. Повалено Стелу радянським воїнам[44].
- 5 березня, м. Київ. Демонтовано дошку Ювеналію Мельникову[45].
- 6 березня, м. Київ. В Інституті фізики зафарбовано цитату Леніна на куполі будівлі[46].
- 10 березня, м. Сєвєродонецьк, Луганська область. Демонтовано дошку комсомольцям[47].
- 10 березня, м. Львів. Демонтовано 17 серпів та молотів з флагштоків по вулиці Льва Толстого та Генерала Тарнавського[48][49].
- 19 березня, м. Луцьк. Демонтовано меморіальну дошку Ярославу Галану[50].
- 21 березня, Броди, Бродівський район, Львівська область. Демонтовано пам'ятник Кутузову[51].
- 29 березня, м. Харків. Демонтовано герби СРСР з ґрат Холодногірського відділку поліції[52].
- 29 березня, м. Київ. Демонтовано анотаційну дошку червоногвардійцю Івану Дубовому[53].

### Квітень
- 4 квітня, м. Миколаїв. Миколаївський хлібозавод №1 в рамках декомунізації змінив назву хліба “Стахановський”. Тепер хліб називається “Галицький”[54].
- 4 квітня, м. Харків. Демонтовано серп і молот на стелі на розі вулиці Драгомирівської та проспекту Гагаріна[55].
- 6 квітня, м. Чернігів. Демонтовано дві радянські меморіальні дошки[56].
- 8 квітня, м. Чугуїв, Харківська область. Демонтовано дошку на честь 50-річчя радянської влади[57].
- 13 квітня, м. Краматорськ, Донецька область. Демонтовано радянський орден на в'їзді до міста з боку міста Дружківки[58].
- 15 квітня, с. Нові Боровичі, Сновський район, Чернігівська область. Демонтовано пам'ятник Ватутіну[59].
- 23 квітня, с. Травневе, Коростишівський район, Житомирська область. Демонтовано серпи і молоти[60].
- 23 квітня, с. Садове, Коростишівський район, Житомирська область. Демонтовано серпи і молоти[60].
- 27 квітня, м. Херсон. Демонтовано макет ордену Трудового червоного прапору на фасаді Херсонського машинобудівного заводу[61].
- 29 квітня, м. Синельникове, Дніпропетровська область. Демонтовано серп і молот на розі вулиць Центральної та Виконкомівської[62].
- 30 квітня, Зачепилівка, Зачепилівський район, Харківська область. Демонтовано герб СРСР[63].
- 30 квітня, Залінійне, Зачепилівський район, Харківська область. Демонтовано пам'ятник Карлу Марксу[63].
- м. Нікополь, Дніпропетровська область. Демонтовано два радянських ордени з центральної прохідної Нікопольського Південнотрубного заводу [64].
- м. Миколаїв. Демонтовано меморіальну дошку добровольцям першої радянської інтернаціональної дивізії[65].
- м. Миколаїв. Демонтовано меморіальну дошку на честь т.з. встановлення влади рад у місті[66].
- с. Калинівка, Вітовський район, Миколаївська область. Серп і молот переобладнано під рекламний щит[67].
- м. Полтава. Демонтовано серпи і молоти з фасаду школи № 23[68].
- с. Городнє, Болградський район, Одеська область. Демонтовано пам'ятник Карлу Марксу[13].
- с. Травневе, Сватівський район, Луганська область. Демонтовано дошку Раїсі Борзило[69].
- м. Київ. Демонтовано дві анотаційні дошки Чудновському[70].

### Травень
- 8 травня, с. Байрак, Диканський район, Полтавська область. Демонтовано пам'ятник Калініну[71].
- 15 травня, м. Слов'янськ, Донецька область. Демонтовано серп і молот на фасаді будинку Слов'янського коледжу Луганського аграрного університету[72].
- 20 травня, с. Тулиголове, Кролевецький район, Сумська область. Демонтовано дошку із серпом та молотом[73].
- 24 травня, с. Садове, Коростишівський район, Житомирська область. Демонтовано серп і молот на фасаді клубу[74].

### Червень
- 2 червня, м. Харків. Демонтовано пам'ятник Жукову.[75] Пізніше, в липні 2019 року - пам'ятник відновлено[76].
- 3 червня, м. Чернігів Демонтовано дошку Петровському[77].
- 4 червня, м. Луганськ. Обвалився бюст молодогвардійцю Івану Туркеничу[78].
- 5 червня, м. Вінниця. Демонтовано погруддя Петру Запорожцю[79].
- 10 червня, с. Рибинське, Волноваський район, Донецька область. Зафарбовано панно з Леніним[80].
- 14 червня, с. Зашків, Жовківський район, Львівська область. Демонтовано пам'ятник невідомому НКВДисту[81].
- 16 червня, м. Миколаїв. Демонтовано серпи і молоти на тролейбусному кільці мікрорайону Намив[82].
- 20 червня, с. Погреби, Броварський район, Київська область. Демонтовано серп і молот з сільського меморіалу[83].
- 21 червня, с. Новоукраїнка, Роздільнянський район, Одеська область. Демонтовано серпи та молоти із сільського клубу[84].
- 24 червня, с. Веприк, Гадяцький район, Полтавська область. Демонтовано серп і молот з фасаду сільського клубу[85].
- 25 червня, с. Панівці, Кам'янець-Подільський район, Хмельницька область. Демонтовано герби республік СРСР всередині клубу[86].
- 30 червня, м. Лебедин, Сумська область. Демонтовано герб СРСР на фасаді будівлі та меморіальну дошку члену КПУ Леоніду Яковенку[87].

### Липень
- 2 липня, с. Боромики, Чернігівський район (Чернігівська область), Чернігівська область. Демонтовано макет радянського ордену з серпом і молотом[88].
- 3 липня, с. Михайлюки, Новоайдарський район, Луганська область. Демонтовано погруддя Дзержинському[89].
- 3 липня, м. Кремінна, Кремінський район, Луганська область. Демонтовано меморіальну дошку на будівлі краєзнавчого музею на честь першої кінної армії Будьоного[90].
- 16 липня, м. Яготин, Яготинський район, Київська область. Демонтовано пам'ятник Жукову[91].
- 17 липня, с. Мамаївці, Кіцманський район, Чернівецька область. Замінено меморіальну табличку на могилі Іллі Клевчука[92].
- 17 липня, смт Введенка, Чугуївський район, Харківська область. Демонтовано дошку на честь 50-річчя радянської влади[93]
- 17 липня, м. Сєвєродонецьк, Луганська область. Демонтовано дошку на честь червоної гвардії[94].
- 18 липня, с. Смолянка, Куликівський район, Чернігівська область. Демонтовано дошку на честь 50-річчя радянської влади[95].
- 23 липня, м. Слов'янськ, Донецька область. На будівлі по вулиці Світлодарськый були демонтовані серпи і молоти[96].
- 25 липня, м. Харків. Закрито металом серп і молот на фасаді Новобаварського районного відділку поліції[97].
- 26 липня, Гвоздиківка, Сновський район, Чернігівська область. Демонтовано серп і молот із сільського будинку культури[98].
- 29 липня, м. Харків. Напис "СССР" закрито гербом Харкова на фасаді будівлі на Московському проспекті[99].
- 31 липня, м. Чернігів. Демонтовано серп і молот на фасаді вокзалу, на його місці встановлено тризуб[100].
- 31 липня, с. Благодатне, Іванівський район, Херсонська область. Демонтовано дошку на честь 50-річчя жовтня[101].

### Серпень
- 2 серпня, м. Каховка, Херсонська область. Демонтовано пам'ятник Фрунзе[102].
- 9 серпня, м. Чернігів. Демонтовано серп і молот на вулиці Менделєєва[103].
- 11 серпня, м. Чугуїв, Харківська область. Демонтовано дошку на честь 50-річчя жовтневого перевороту на вулиці Старонікольській[104].
- 13 серпня, смт Овідіополь, Одеський район, Одеська область. Демонтовано радянську символіку на будинку культури[105].
- 11 серпня, с. Межирічка, Голованівський район, Кіровоградська область. Демонтовано стелу на честь 40-річчя жовтня[106].
- 16 серпня, м. Глухів, Глухівський район, Сумська область. Демонтовано меморіальну дошку про повітовий з'їзд Рад Глухівщини на фасаді Глухівського національного педагогічного університету [107].
- 16 серпня, с. Супротивна Балка, Новосанжарський район, Полтавська область. Демонтовано серп і молот з фасаду будівлі сільської ради[108].
- 16 серпня, с. Жаботин, Кам'янський район (Черкаська область), Черкаська область. Демонтовано погруддя Чапаєву біля місцевої школи[109].
- 16 серпня, с. Слоут, Глухівський район, Сумська область. Демонтовано серп і молот з будівлі сільського будинку культури[110].
- 16 серпня, м. Біла Церква, Київська область. Демонтовано меморіальну дошку Примакову, під якою виявили ще одну меморіальну дошку Примакову[111].
- 16 серпня, с. Сахарове, Березівський район, Одеська область. Демонтовано погруддя голові комнезаму села Ф. П. Кикотю[112].
- 16 серпня, смт Олишівка, Чернігівський район (Чернігівська область), Чернігівська область. Демонтовано серпи і молоти на брамі до воріт Олишівської селищної ради Чернігівської області[113].
- 18 серпня, м. Харків. Демонтовано серп і молот на колоні Балашівського шляхопроводу[114].
- 18 серпня, м. Київ. Демонтовано серп і молот з анотаційної дошки вулиці Краківської[115].
- 19 серпня, м. Харків. Демонтовано 12 серпів та молотів з фасаду Харківського патентно-комп'ютерного коледжу[116].
- 23 серпня, м. Дніпро. Демонтовано серп і молот з фасаду будівлі на проспекті Гагаріна[117].
- 23 серпня, м. Хмільник, Вінницька область. Демонтовано скульптуру "будьонівцю" [118]
- 24 серпня, м. Здолбунів, Здолбунівський район, Рівненська область. Відбито голову пам'ятнику Герою Радянського Союзу Миколі Приходьку[119].
- 27 серпня, с. Вигода, Біляївський район, Одеська область. Демонтовано серп і молот з фасаду сільського будинку культури[120].
- 29 серпня, м. Сміла, Черкаська область. Демонтовано пам'ятник "Лист до Леніна"[121].
- 30 серпня, м. Нововолинськ, Волинська область. На фасаді ДП “Шахта №1 “Нововолинська” було демонтовано надпис "CCCP"[122].
- 30 серпня, с. Плоске, Носівський район, Чернігівська область. Демонтовано мозаїчне панно із зображенням Чапаєва на будинку культури[123].

### Вересень
- 2 вересня, с. Северинівка, Іванівський район (Одеська область), Одеська область. Демонтовано напис "Колгосп Леніна"[124].
- 4 вересня, м. Слов'янськ, Донецька область. Демонтовано серпи та молоти на фасаді будівлі на вулиці Вокзальній[125].
- 13 вересня, м. Бердичів, Житомирська область. Демонтовано бетонну брилу із зображенням георгіївської стрічки[126].
- 15 вересня, с. Абазівка, Полтавський район, Полтавська область. Демонтовано серп і молот з фасаду будівлі[127].
- 17 вересня, м. Харків. Демонтовано анотаційну дошку Яну Гамарнику, а також два флагштоки із серпами та молотами[128].
- 18 вересня, с. Михайлівка, Тетіївський район, Київська область. Демонтовано серп і молот з фасаду будинку культури[129].
- 18 вересня, м. Київ. Демонтовано анотаційну дошку Миколі Попудренку[130].

### Жовтень
- 3 жовтня, м. Суми. Біля залізничного вокзалу на пам'ятнику "Героям Сумщини" було прибрано барельєф із зображенням Леніна[131].
- 3 жовтня, м. Харків. Демонтовано серпи та молоти у середині колон на фасаді ХНМУ[132].
- 4 жовтня, с. Куньє, Ізюмський район, Харківська область. Демонтовано зображення Леніна на панно[133].
- 7 жовтня, м. Миколаїв. Демонтовано меморіальну дошку маршалу Жукову[134].
- 9 жовтня, м. Харків. Демонтовано напис "імені Орджонікідзе" на 2-й прохідній ХТЗ[135].
- 12 жовтня, смт Шевченкове, Шевченківський район (Харківська область), Харківська область. Демонтовано чотири серпи та молоти з фасаду районної ради[136].
- 12 жовтня, м. Харків. На майдані Захисників України, замість інформації про повстання під проводом більшовика Артема встановлено інформацію про те, що це Алея Захисників України[137].
- 15 жовтня, м. Львів. Демонтовано флагштоки із серпами та молотами на вулиці Довбуша[138].
- 17 жовтня, м. Дніпро, остаточно демонтовано серп та молот, а на його місці встановлено тризуб на фасаді Дніпровського університету залізничного транспорту[139].
- 18 жовтня, м. Дружба, Ямпільський район, Сумська область. За кошти місцевого бюджету відремонтовано та приведено в належний порядок пам’ятник, який зараз називається «Борцям за волю та незалежність України» і стелу з іменами загиблих 1939-1945 років[140].
- 26 жовтня, м. Харків. Надгробний камінь Миколі Руднєву перенесено з майдану Героїв Небесної Сотні на Друге міське кладовище[141].
- 28 жовтня, м. Дніпро. Демонтовано барельєф із зображенням Леніна з фасаду будівлі на вулиці Мандриківська[142].
- 28 жовтня, м. Харків. Прибрано зображення радянського ордену з серпом і молотом всередині ХНУРЕ[143].
- 31 жовтня, м. Одеса. Демонтовано пам'ятну дошку з барельєфом маршалу Жукову, яка була встановлена на стіні Одеського обласного військового комісаріату[144].

### Листопад
- 4 листопада, м. Одеса. Пам'ятник комсомольцям було залито червоною фарбою[145].
- 7 листопада, смт Диканька, Диканський район, Полтавська область. Демонтовано дошку на честь 50-річчя жовтня[146].
- 9 листопада, м. Хмільник, Вінницька область. Демонтовано пам'ятник будьонівцю[147].
- 9 листопада, м. Слов'янськ, Донецька область. Демонтовано макет ордену із серпом та молотом у ПТУ №76[148].
- 10 листопада, м. Одеса. На фасаді гуртожитку ОНУ ім. Мечникова було залито червоною фарбою дошку Жукову[149].
- 12 листопада, м. Харків. З меморіальної дошки на фасаді Вищого професійного училища будівництва усунуто згадку про орден Леніна[150].
- 13 листопада, с. Верхньоводяне, Близнюківський район, Харківська область. Демонтовано погруддя Чапаєву[151].
- 13 листопада, Лебединський район, Сумська область. Демонтовано серп і молот на табличці біля поля[152]
- 13 листопада, м. Харків. Демонтовано макет ордена Леніна на стелі біля метро Індустріальна[153].
- 14 листопада, с. Степанівка, Роздільнянський район, Одеська область. Демонтовано напис імені Котовського з фасаду сільського клубу[154].
- 15 листопада, с. Котелеве, Новоселицький район, Чернівецька область. Демонтовано погруддя Чапаєву[155].
- 17 листопада, м. Запоріжжя. Демонтовано серп і молот на фасаді вокзалу Запорізька Січ[156].
- 18 листопада, м. Боярка, Києво-Святошинський район, Київська область. Демонтовано стелу комсомольцям 20-х років[157].
- 20 листопада, м. Харків. Погруддя Жукову вчергове було облито червоною фарбою[158].
- 20 листопада, Близнюківський район, Харківська область. Демонтовано зображення Леніна[159].
- 21 листопада, м. Козятин, Вінницька область. Зафарбовано комуністичну пропаганду на меморіальній дошці[160].
- 22 листопада, м. Ніжин, Чернігівська область. Розфарбовано пам'ятник чекістам[161].
- 24 листопада, м. Рівне. Знесено голову Олеко Дундичу[162].
- 24 листопада, м. Харків. Після одного демонтажу та серії пошкоджень меморіальну дошку генералу КДБ Юрію Шрамку законсервовано[163].
- 25 листопада, с. Самгородок, Козятинський район, Вінницька область. Демонтовано серп і молот на фасаді школи[164].

### Грудень
- 1 грудня, м. Бердянськ, Запорізька область. Демонтовано серп і молот на афсаід будівлі біля санаторію[165].
- 1 грудня, м. Вінниця. Демонтовано меморіальну дошку на честь 50-річчя жовтня на фасаді автовокзалу[166].
- 7 грудня, Низи, Сумський район, Сумська область. Демонтовано погруддя голові місцевого комнезаму Іллі Саєнку[167].
- 13 грудня, м. Фастів, Київська область. Зафарбовано серпи та молоти[168].
- 15 грудня, м. Біла Церква, Київська область, демонтовано меморіальну дошку на честь "Возз'єднання з Росією"[169].
- 17 грудня, с. Мала Вільшанка, Білоцерківський район, Київська область. Пошкоджено пам'ятник "Гола атака Котовського"[170].
- 18 грудня, с. Широке, Софіївський район, Дніпропетровська область. Демонтовано погруддя Калініну[171].
- 18 грудня, м. Харків. Демонтовано пам'ятник Максиму Горькому[172].
- 19 грудня, с. Добропілля, Валківський район, Харківська область. Демонтовано зображення Леніна з фасаду місцевого клубу[173].

## Цікаві факти
- В липні 2016 року було демонтовано всього два пам'ятника чи погруддя Леніну. Цей факт свідчить про значне очищення підконтрольної території України від символів тоталітаризму. Станом на початок серпня 2016 року, пам'ятники та погруддя Леніну були повністю демонтовані в переважній більшості районних центрів та міст, прибрані з центральних площ всіх підконтрольних обласних та районних центрів. Натомість, на початок березня 2019 року всього в Україні із приблизно 1600 (сума знесених + ті, що лишились) лишалось близько 300 пам'ятників Леніну, більшість з яких — на тимчасово окупованих Росією і терористами територіях.

 — місто Київ, в якому пам'ятники протягом періоду відповідно демонтовані/знесені
 — обласні центри України, в яких пам'ятники протягом періоду відповідно демонтовані/знесені
 — міста, в яких пам'ятники протягом періоду відповідно демонтовані/знесені
 — селища, села, селища міського типу, в яких пам'ятники протягом періоду відповідно демонтовані/знесені